# Hyphessobrycon bifasciatus
Hyphessobrycon bifasciatus es una especie de pez de la familia Characidae en el orden de los Characiformes.

## Morfología
Los machos pueden llegar alcanzar los 4,7 cm de longitud total.

## Hábitat
Vive en zonas de clima tropical entre 20 °C - 25 °C de temperatura.

## Distribución geográfica
Se encuentran en Sudamérica: cuencas fluviales costeras entre Espírito Santo y Río Grande del Sur (Brasil) y cuenca del río Paraná.